# Enza Zaden
Enza Zaden is een veredelingsbedrijf uit Enkhuizen dat groenterassen veredelt voor de professionele markt. Het bedrijf behoort tot de tien grootste groenteveredelingsbedrijven ter wereld en heeft meer dan 2.000 medewerkers in dienst. Enza Zaden richt zich op circa 30 groentegewassen, waaronder vruchtgewassen als tomaat, paprika, komkommer en meloen, bladgewassen als sla, andijvie en spinazie, en vollegrondsgewassen als bloemkool en ui. "Enza" is een afkorting van de oude naam "Enkhuizer Zaadhandel".

## Geschiedenis
Enza Zaden is in 1938 door Jacob Mazereeuw opgericht als De Enkhuizer Zaadwinkel. Aanvankelijk verkocht het bedrijf groentezaden, pootaardappelen en peulvruchten aan consumenten met volkstuinen. In 1944 wordt de naam gewijzigd in De Enkhuizer Zaadhandel. Na de Tweede Wereldoorlog richt het bedrijf zich volledig op de beroepstelers van groenten in de vollegrond en onder glas.
In 1959 zet Jacobs zoon Piet de veredelingsactiviteiten van het bedrijf op. In 1962 kwam zijn nieuwe tomatenras Extase op de markt. Voor dit ras was veel belangstelling. Dit gaf het bedrijf de mogelijkheid zich verder te ontwikkelen.
In de jaren tachtig van de twintigste eeuw breidde Enza Zaden zich internationaal verder uit met veredelingsactiviteiten op Kreta (1984), een eerste buitenlandse vestiging (1985 in het Verenigd Koninkrijk) en een eerste eigen onderzoeksafdeling (R&D-station) in het buitenland (1987 in Italië). Tegenwoordig zijn de onderzoeksafdelingen en commerciële vestigingen van het bedrijf in praktisch alle werelddelen gevestigd.
In 2011 werd Jaap Mazereeuw als algemeen directeur aangesteld. Hij is nu de derde generatie uit de Mazereeuw-familie die aan het roer van het bedrijf staat.

## Activiteiten
Als hoofdactiviteit ontwikkelt Enza Zaden nieuwe groenterassen voor binnen- en buitenlandse klanten. Hierbij richt Enza Zaden zich op veredeling van smaak, uiterlijk, opbrengst, arbeidsvriendelijkheid en ziekteresistentie. Daarnaast is het assortiment afgestemd op vrijwel alle klimaatzones en de uiteenlopende wensen van verschillende culturen. De ontwikkeling en verkoop van het biologische segment verloopt via een dochterbedrijf. Enza Zaden veredelt haar producten op de klassieke manier, dus zonder genetische manipulatie. Wel wordt bij het veredelingsproces gebruikgemaakt van geavanceerde technologie.
Enza Zaden heeft een zaadproductiebedrijf in Tanzania, Afrika. Hier en op andere productielocaties teelt het bedrijf het zaad voor de verkoop.
Enza Zaden maakt deel uit van de Stichting Seed Valley, een samenwerkingsverband van bedrijven in de Kop van Noord-Holland die actief zijn in tuinbouwproducten.